# Chiloplacus trilineatus
Chiloplacus trilineatus är en rundmaskart. Chiloplacus trilineatus ingår i släktet Chiloplacus och familjen Cephalobidae. Inga underarter finns listade i Catalogue of Life.